# Distribució de Tsallis
En estadístiques, una distribució de Tsallis és una distribució de probabilitat derivada de la maximització de l'entropia de Tsallis sota les restriccions adequades. Hi ha diverses famílies diferents de distribucions de Tsallis, però diferents fonts poden fer referència a una família individual com "la distribució Tsallis". La q-Gaussiana és una generalització de la Gaussiana de la mateixa manera que l'entropia de Tsallis és una generalització de l'entropia estàndard de Boltzmann-Gibbs o entropia de Shannon. De la mateixa manera, si el domini de la variable es limita a ser positiu en el procediment d'entropia màxima, es deriva la distribució exponencial q.
Les distribucions de Tsallis s'han aplicat a problemes en els camps de la mecànica estadística, la geologia, l'anatomia, l'astronomia, l'economia, les finances i l'aprenentatge automàtic. Les distribucions s'utilitzen sovint per les seves cues pesades.
Tingueu en compte que les distribucions de Tsallis s'obtenen com a transformació Box-Cox sobre les distribucions habituals, amb el paràmetre de deformació {\displaystyle \lambda =1-q}. Aquesta deformació transforma exponencials en q-exponencials.
En un procediment similar a com es pot derivar la distribució normal utilitzant l'entropia estàndard de Boltzmann-Gibbs o l'entropia de Shannon, el q-Gauss es pot derivar d'una maximització de l'entropia de Tsallis subjecta a les restriccions adequades.